# Links rijden

Rechts verkeer
Links verkeer

Rechts verkeer
Rechts verkeer, in het verleden links
Rechts verkeer, in het verleden verschillende regels naargelang locatie
Links verkeer
Links verkeer, in het verleden rechts

Bij links rijden rijdt een vervoermiddel aan de linkerkant van de weg. Dit is in ongeveer een kwart van de landen in de wereld verplicht, onder andere in Australië, India, Indonesië, Japan, Suriname, het Verenigd Koninkrijk en Zuid-Afrika.
Voor spoorwegverkeer is links rijden de norm in onder andere België, Frankrijk, Italië en Zwitserland. De metro rijdt in die landen echter doorgaans rechts.

## Geschiedenis

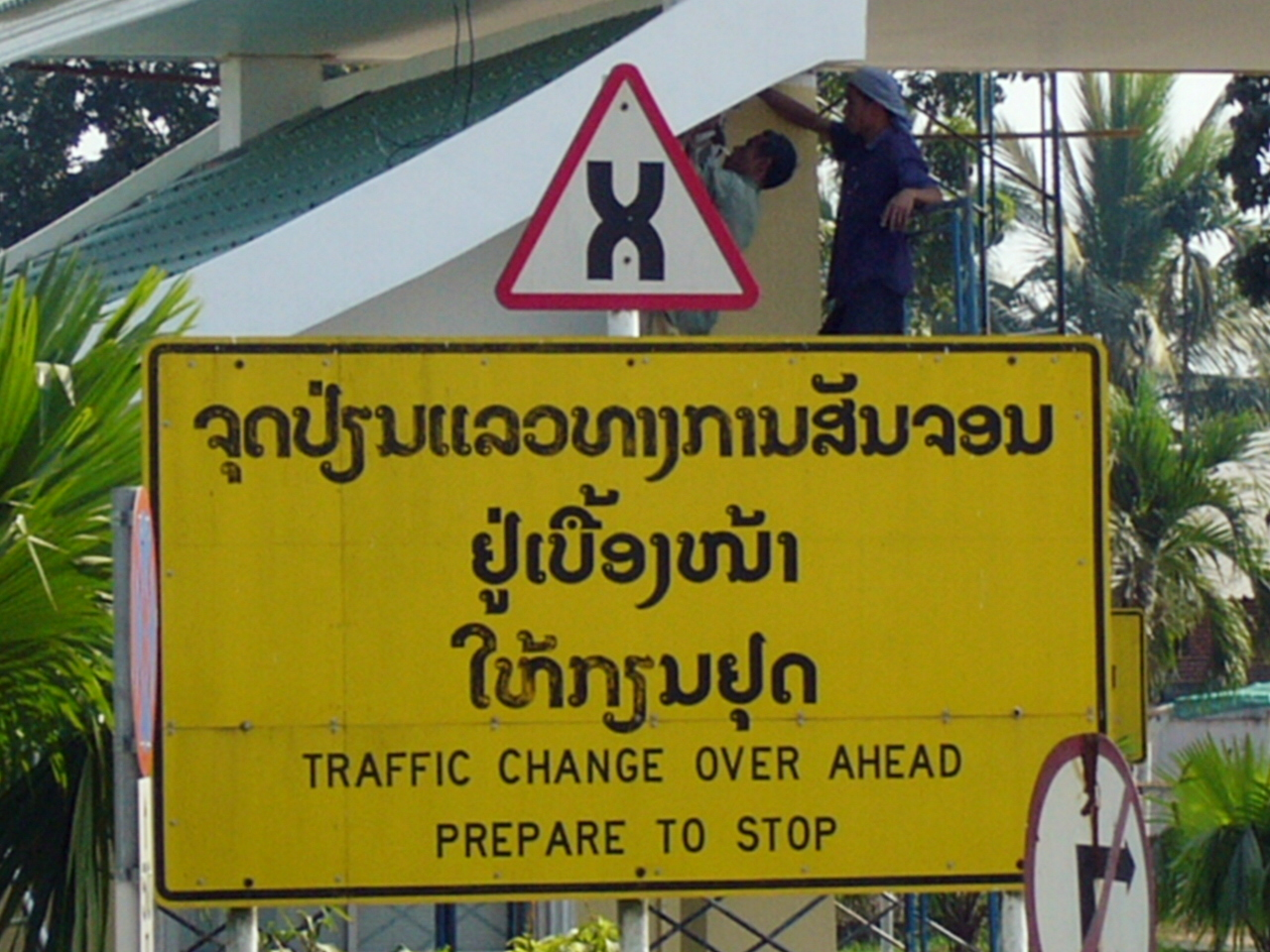
Waarschuwingsbord voor het wisselen van de kant van de weg, op de grens tussen Laos en Thailand.

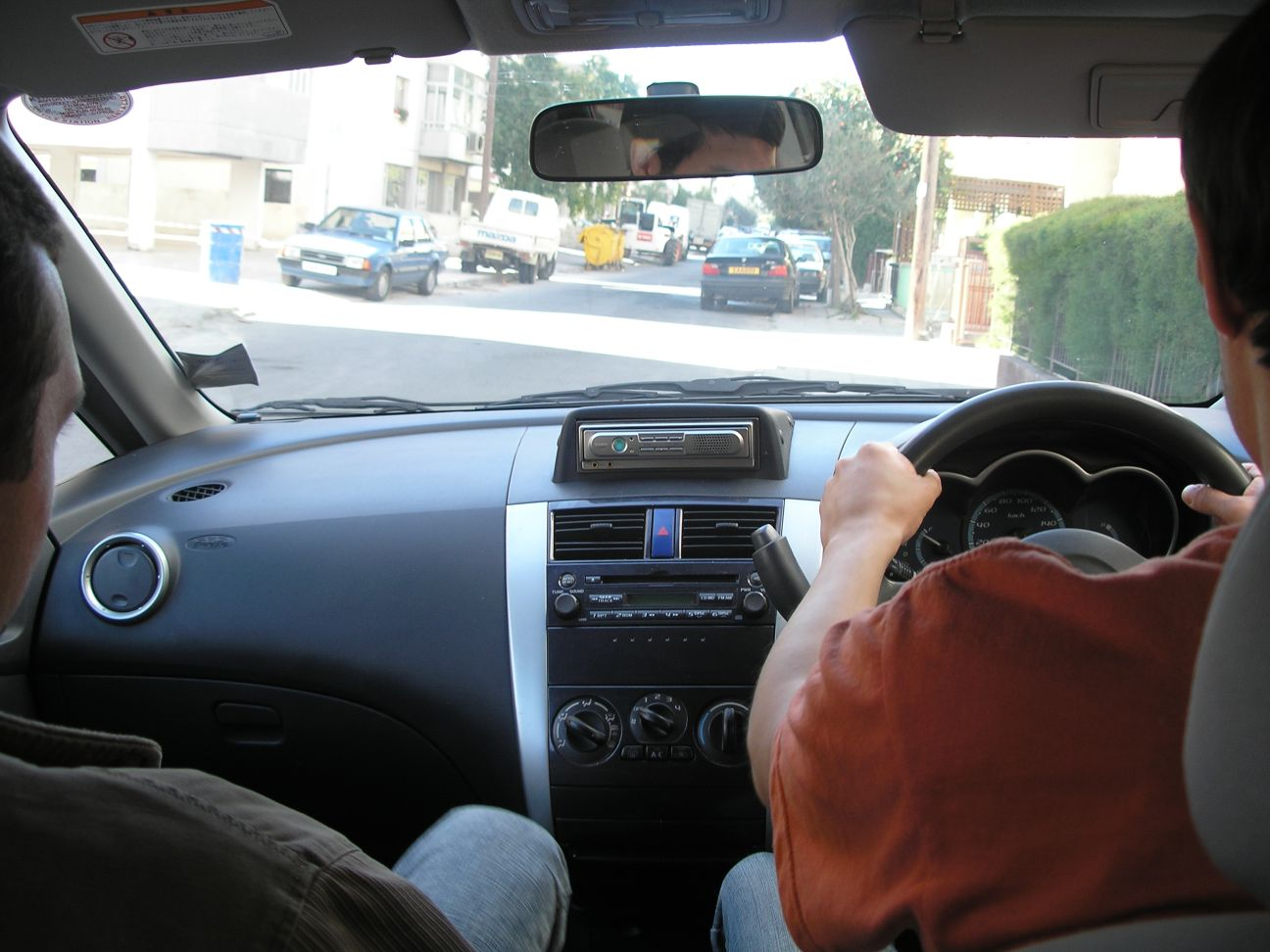
Bestuurder aan de rechterkant.

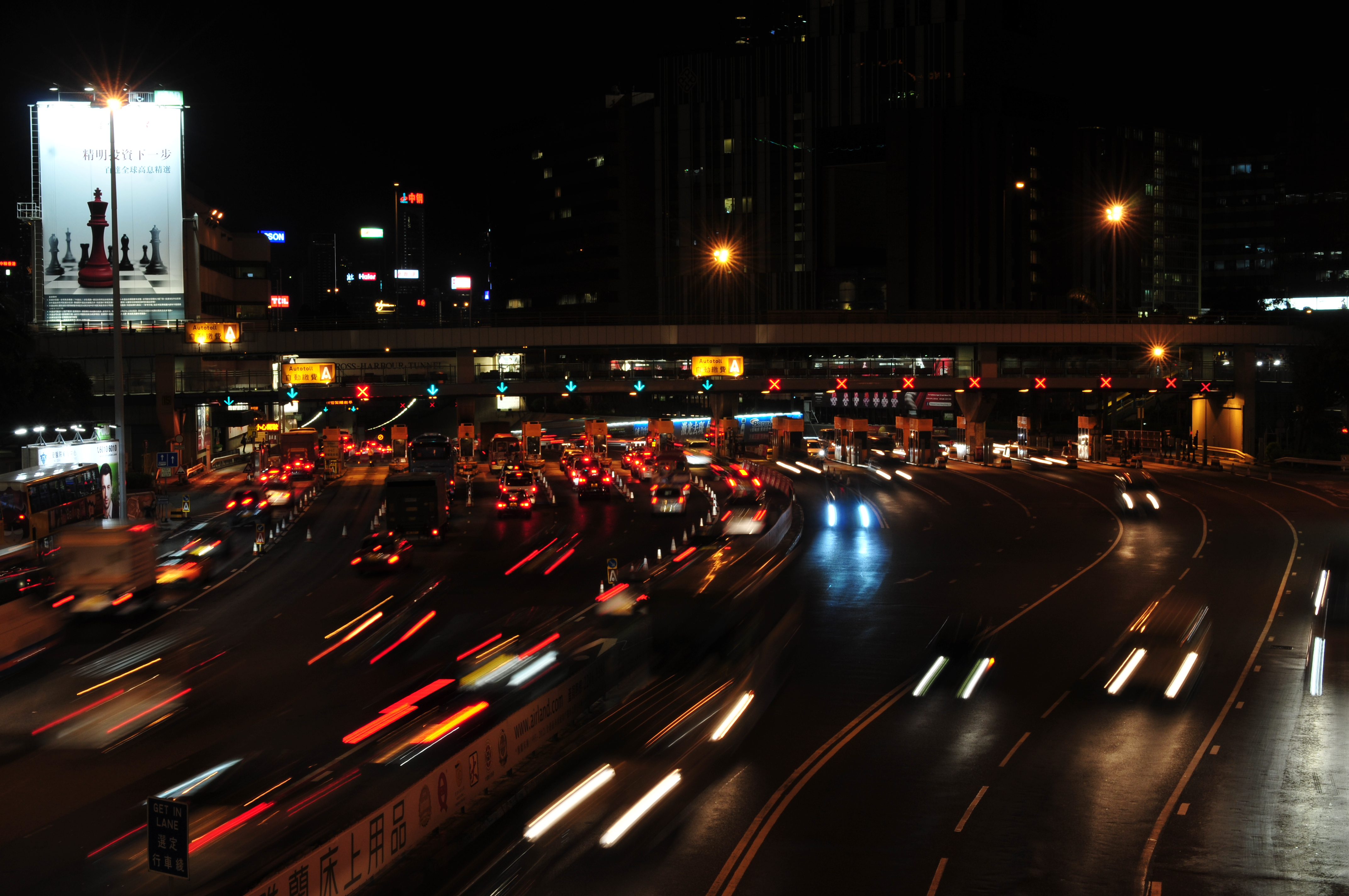
Hongkong

Aan de hand van karrensporen van en naar een oude steengroeve in Engeland kon worden gereconstrueerd dat de Romeinen er links reden.
Ook enkele eeuwen geleden hield men in veel landen links. Als verklaring wordt vaak aangevoerd dat men destijds te paard ging en dat de soldaten zwaarden droegen. Men vocht toen meestal met de rechterhand; de meeste mensen waren rechtshandig. Om een slag te kunnen afweren of te kunnen toebrengen was het dus makkelijker om aan de linkerkant te rijden, zodat potentiële aanvallers aan de kant van het zwaard moesten naderen. Er bestond overigens in veel gevallen geen samenhangend geheel van verkeersregels, en men ging vaak van de gewoonte uit die per streek kon verschillen.
Toen karren met meerdere paarden naast elkaar gebruikt werden, was het prettiger om rechts te rijden. De vaak rechtshandige bestuurder zat met zijn zweep graag links, zodat hij de paarden aan de kant had van zijn (rechter)hand waarmee hij de zweep vasthield. Logischerwijs verkoos hij dus tegenliggers rechts voorbij te rijden, zodat hij beter afstand kon houden in het voorbijgaan. In Frankrijk reed men uiteindelijk rechts dankzij Napoleon. Deze praktijk heeft Napoleon in veel andere Europese landen ingevoerd. Nederland ging derhalve rechts rijden, maar in Nederlands-Indië werd deze maatregel niet doorgevoerd. Indonesië is hierdoor links blijven rijden. Omdat het wisselen van rijrichting aan de grens lastig is, zijn in de loop der tijd steeds meer landen omgeschakeld naar rechts rijden. De Duitse bezetting leidde tot een omschakeling naar rechts rijden in Oostenrijk en Tsjechoslowakije, wat nadien voor het gemak niet meer is teruggedraaid.
In Nederland was de stad Rotterdam op 7 mei 1917 de laatste die rechts rijden verplicht maakte. Na de Franse tijd in Nederland (1795-1813) hadden sommige steden in Nederland het links rijden heringevoerd. In Rotterdam golden geen regels. Hier kwam in 1917 een definitief einde aan.
In Japan houdt men sinds de Edo-periode links omdat de samoerais hun zwaard links droegen (ze waren doorgaans rechtshandig) en het aanraken van een samoeraizwaard gold als een zwaar vergrijp. Door een samoerai links te passeren liep men langs zijn rechterzijde en was er dus weinig kans zijn zwaard te raken. Ook hier geldt dat het voor de drager van het zwaard makkelijker is om een slag af te weren of toe te brengen door links aan te houden.
In Zweden werd tot in 1967 aan de linkerkant van de weg gereden. Omdat in de buurlanden rechts werd gereden besloot het Zweedse parlement om in Zweden ook rechts verkeer in te voeren. Dit gebeurde op 3 september 1967, de dag die bekendstaat als Dagen H. Een jaar later (1968) volgde IJsland. Op 2 april 1972 gebeurde hetzelfde in Nigeria en op 4 augustus 1974 in Ghana. Begin september 2009 veranderde in Samoa de verplichte rijrichting juist van rechts naar links, dit om de invoer van auto's uit naburige landen (Australië, Nieuw-Zeeland) te vergemakkelijken.
In Bolivia moet op de Camino de la Muerte, die vanwege de combinatie van diepe ravijnen en de smalle wegbreedte wel de gevaarlijkste weg van de wereld heet te zijn, links worden gereden (dit staat op borden in het Spaans en Engels aangegeven), zodat de chauffeur van de auto aan de afgrondkant de rand van de weg beter kan zien.

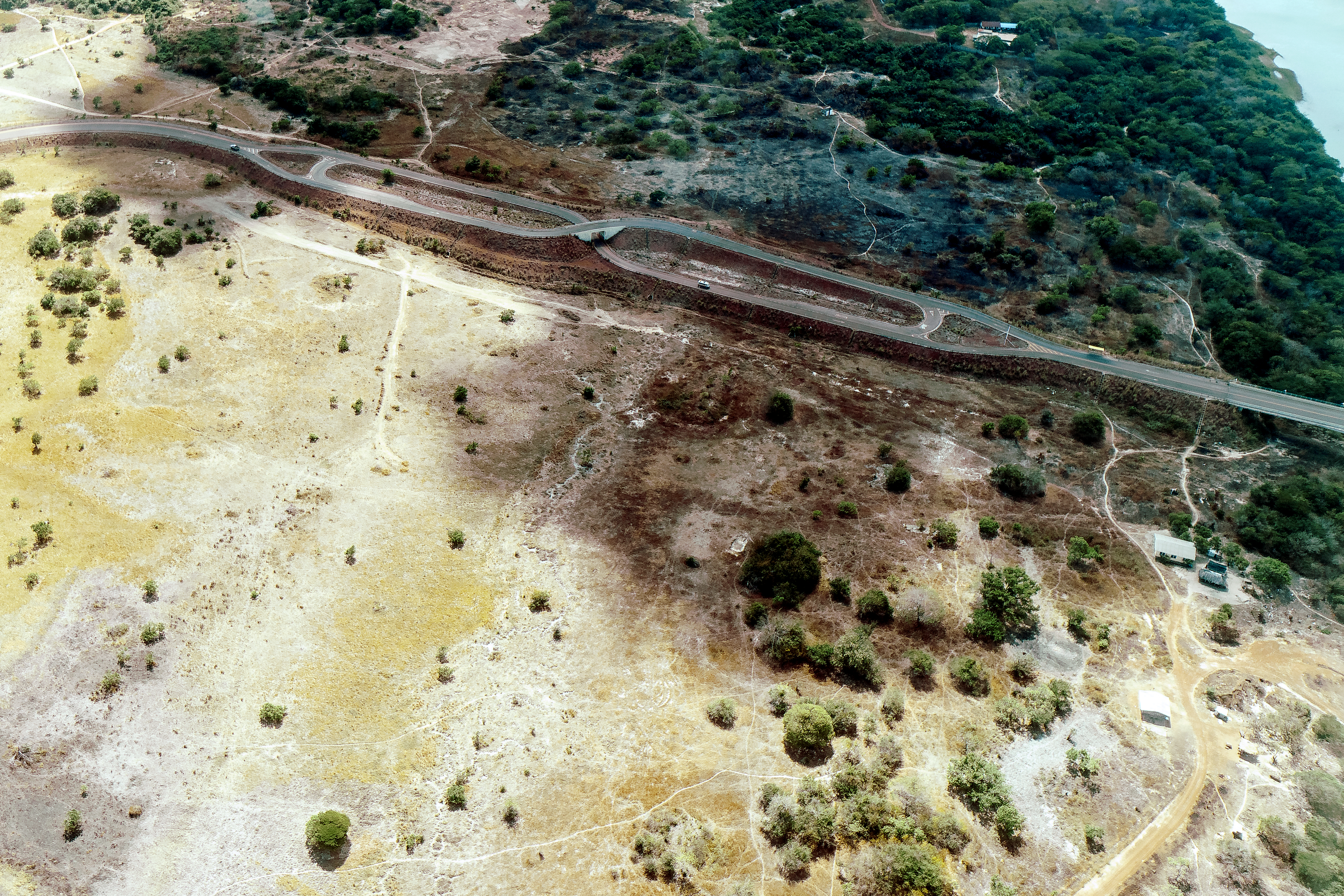
Ongelijkvloerse wisseling van rijbanen op de grens tussen Guyana (links rijden) en Brazilië (rechts rijden).

Verkeersbord dat wisseling van rijrichting aangeeft op de grens van Laos (rechtsrijdend) naar Thailand (linksrijdend).

## Wisselen aan de grens
Wanneer landen waar men links rijdt grenzen aan landen waar men rechts rijdt, moet bij grensovergangen aan de grens gewisseld worden. Dit probleem kan op verschillende manieren worden opgelost:
- Er is geen landgrens maar een watergrens die slechts per boot kan worden overgestoken. Dit geldt voor eilandstaten en voor plaatsen waar de grens gevormd wordt door een rivier die slechts per (auto)veerpont kan worden gepasseerd. In dit geval begint men meteen bij aankomst aan de andere (correcte) kant te rijden.
- De rijbanen worden gescheiden en kruisen elkaar gelijkvloers, al dan niet met behulp van verkeerslichten.
- De rijbanen worden gescheiden en kruisen elkaar ongelijkvloers, zodat het verkeer sneller kan doorstromen.
- Geen enkele voorziening; men dient simpelweg zelf van kant te wisselen. Dit kan alleen bij zeer rustige grensovergangen, aangezien dit bij drukte tot gevaarlijke situaties kan leiden.
- Vaak worden waarschuwingsborden geplaatst zowel aan de grensovergang zelf als daarna. Deze borden treft men soms ook aan bij het verlaten van havens en vliegvelden.

## Gevolgen
Het aan de linkerzijde van de weg rijden heeft een aantal praktische gevolgen:
- De bouw van auto's is gespiegeld aan die in rechtsrijdende landen. Het stuur bevindt zich aan de rechterzijde en de asymmetrie van de koplampen is eveneens gespiegeld. Bushaltes bevinden zich aan de linkerzijde van de weg en bussen hebben daarom de passagiersingangen aan de linkerkant.
- Verkeersborden bevinden zich voornamelijk aan de linkerzijde van de weg. Pijlen en figuren zijn soms gespiegeld ten opzichte van rechtsrijdende landen. Dat betekent dat kinderen en dieren getoond worden alsof ze vanaf het bord de weg op lopen. Trouwens, als in een rechtsrijdend land een bord aan de linkerkant staat, is de afbeelding ook vaak in spiegelbeeld.[5]
- Overstekende voetgangers moeten eerst naar rechts en dan naar links kijken. Wanneer een weg geen stoep heeft kan men voor de veiligheid het beste aan de rechterzijde in plaats van de linkerzijde lopen.
- Op rotondes rijdt men met de klok mee in plaats van ertegenin.
- Stoppen en parkeren geschiedt aan de linkerzijde van de weg; inhalen rechts.
- Op een kruising links afslaan is een korte bocht, naar rechts afslaan is een lange bocht.
- Op op- en afritten van ongelijkvloerse kruisingen wordt links in- en uitgevoegd.
- Voorrangsregels zijn daarentegen -in tegenstelling tot wat men zou verwachten- niet gespiegeld. In veel linksrijdende landen gaat verkeer van rechts voor, of wordt de voorrang per kruising met verkeersborden geregeld.

## Spoorwegen
In enkele landen rijden de treinen links, terwijl het wegverkeer rechts rijdt. Dit is onder andere het geval in België, Frankrijk (uitgezonderd de Elzas en Lotharingen, die voorheen Duits waren), Italië, Portugal, Slovenië    en Zwitserland. In Rome, Madrid, Lyon, Stockholm en Lissabon rijdt de metro links. In Brussel rijdt de metro links op de lijnen 2 en 6 tussen Hallepoort en Koning Boudewijn, maar dit heeft enkel te maken met de vroegere lijnvoering van vóór de voltooiing van de ringlijn, waarbij de toenmalige lijn 1A halverwege de route kopmaakte op station Beekkant en deze, door daarna links te rijden, geen andere sporen hoefde te kruisen. De reden waarom treinen links rijden in de hiervoor genoemde landen is te vinden in het ontwikkelen van het spoorwegnetwerk. De spoorwegen werden ontwikkeld in het Verenigd Koninkrijk waar men links reed. Voor het ontwikkelen van de spoorwegen in genoemde landen op het Europese vasteland, werden Britse ingenieurs aangetrokken omdat zij de kennis in huis hadden. Zij lieten de treinen op de sporen die ze aanlegden, uit gewoonte, links rijden.
In Nederland wordt incidenteel links gereden, namelijk op de passeervakken op sommige stations van enkelsporige lijnen, zoals Dordrecht-Geldermalsen en de trajecten naar België (de baanvakken Roosendaal-Belgische grens en Maastricht-Belgische grens). Hetzelfde geldt ook voor de HSL-Zuid, waar vanaf Rotterdam Lombardijen links gereden wordt, ook door de treinen naar Breda. Tussen Utrecht en Blauwkapel, waar aparte sporen voor sprinters en intercity's zijn, rijden de intercity's links, dit vanwege het kopmaken op Utrecht Centraal waar de doorgaande treinen vanuit Rotterdam komen. Vervolgens gaan via een fly-over de doorgaande treinen richting Amersfoort weer op het rechter spoor.
Soms wordt bij vroege treinen en treinen in de nacht de rijrichting veranderd, zoals in 2013 gebeurde tussen Nijmegen en 's-Hertogenbosch.
In België rijden treinen op dubbelspoorlijnen links. Op dubbelspoorlijnen naar Nederland, Duitsland en Luxemburg (waar treinen rechts rijden) gebeurt de wissel van linkerkant naar rechterkant buiten België (Roosendaal, op HSL tussen Barendrecht en Lombardijen, Maastricht, Aachen Hbf en Luxemburg). Enige uitzondering is spoorlijn 24 waar treinen rechts rijden zoals in Duitsland tot in Montzen en de seinen in spiegelbeeld lijken te staan.
Het maakt voor een trein in principe niet veel uit of er links of rechts wordt gereden. Het spoornet is een gesloten netwerk (niet toegankelijk voor iedereen zoals de weg), de trein volgt de rails en de machinist kan zich dus niet vergissen. Het is de verkeersleiding die door middel van de wissels de trein op een linker- of een rechterspoor zet. Daarom is er zelden een reden om hier iets aan te veranderen.
De meeste dubbelspoorlijnen zijn uitgerust met dubbele beveiliging zodat er zowel links als rechts kan worden gereden. Dit heet dubbel enkelspoor. Voor de normale dienstregeling zal het treinverkeer aan één kant blijven (rechts in Nederland en links in de genoemde andere landen). Maar in bijzondere omstandigheden (spoor buiten gebruik door werkzaamheden, ongeval, defecte trein) is het dus mogelijk om de trein te laten 'spookrijden'. In België wordt de machinist door de seinen eraan herinnerd wanneer de trein rechts (in België 'tegenspoor' genoemd) rijdt. De seinen aan de rechterkant knipperen terwijl de seinen aan de linkerkant van het spoor (waar de trein normaal rijdt) constant branden.
In tegenstelling tot Nederland, wordt tegenspoor in België vaak gebruikt bij druk treinverkeer en niet enkel bij storingen of incidenten.

## Landen en gebieden waar men links rijdt

### Afrika
- Botswana
- Kenia
- Lesotho
- Malawi
- Mauritius
- Mozambique
- Namibië (vanaf 1918)
- Oeganda
- Seychellen
- Sint-Helena (VK)
- Swaziland
- Tanzania (in Tanganyika vanaf 1919)
- Zambia
- Zimbabwe
- Zuid-Afrika

### Azië
- Bangladesh
- Bhutan
- Brunei
- Cyprus
- Hongkong (in tegenstelling tot elders in China)
- India
- Indonesië
- Japan
- Macau (in tegenstelling tot elders in China)
- Maleisië
- Maldiven
- Nepal
- Oost-Timor (reden rechts 1928-1976)
- Pakistan
- Singapore
- Sri Lanka
- Thailand

### Europa
- Alderney
- Guernsey
- Ierland
- Jersey
- Man
- Malta
- Verenigd Koninkrijk

### Noord-Amerika
- Amerikaanse Maagdeneilanden (VS)
- Anguilla (VK)
- Antigua en Barbuda
- Bahama's
- Barbados
- Bermuda (VK)
- Britse Maagdeneilanden (VK)
- Dominica
- Grenada
- Jamaica
- Kaaimaneilanden (VK)
- Montserrat (VK)
- Saint Kitts en Nevis
- Saint Lucia
- Saint Vincent en de Grenadines
- Trinidad en Tobago
- Turks- en Caicoseilanden (VK)

### Oceanië
- Australië
- Christmaseiland (Australië)
- Cocoseilanden (Australië)
- Cookeilanden (Nieuw-Zeeland)
- Fiji
- Kiribati
- Nauru (vanaf 1918)
- Nieuw-Zeeland
- Niue (Nieuw-Zeeland)
- Norfolk (Australië)
- Papoea-Nieuw-Guinea
- Pitcairneilanden (VK)
- Salomonseilanden
- Samoa (sinds 7 september 2009)[13]
- Tokelau (Nieuw-Zeeland)
- Tonga
- Tuvalu

### Zuid-Amerika
- Falklandeilanden (VK)
- Guyana
- Suriname